# Santo Stefano riceve il diaconato e distribuisce le elemosine
Santo Stefano riceve il diaconato e distribuisce le elemosine è un affresco della Cappella Niccolina, dipinta nel palazzo Apostolico in Vaticano da Beato Angelico e aiuti (tra cui Benozzo Gozzoli) tra il 1447 e il 1448 circa. L'affresco occupa la lunetta della parete di sinistra e da qui iniziano le Storie di santo Stefano. 

## Storia
Beato Angelico lavorò alla Cappella Niccolina durante il suo soggiorno romano tra il 1445 e il 1450. I primi documenti che attestano gli affreschi sono datati tra il 9 maggio e il 1º giugno 1447, durante il pontificato di Niccolò V, ma è possibile che fossero già stati avviati nei due anni precedenti, sotto Eugenio IV. 
Gli affreschi di quella che era la cappella privata del papa dovevano essere terminati, dopo una pausa nell'estate 1447 quando il pittore si recò a Orvieto, entro la fine del 1448. Il 1º gennaio 1449 l'Angelico riceveva infatti la commissione per un nuovo lavoro. 

## Descrizione

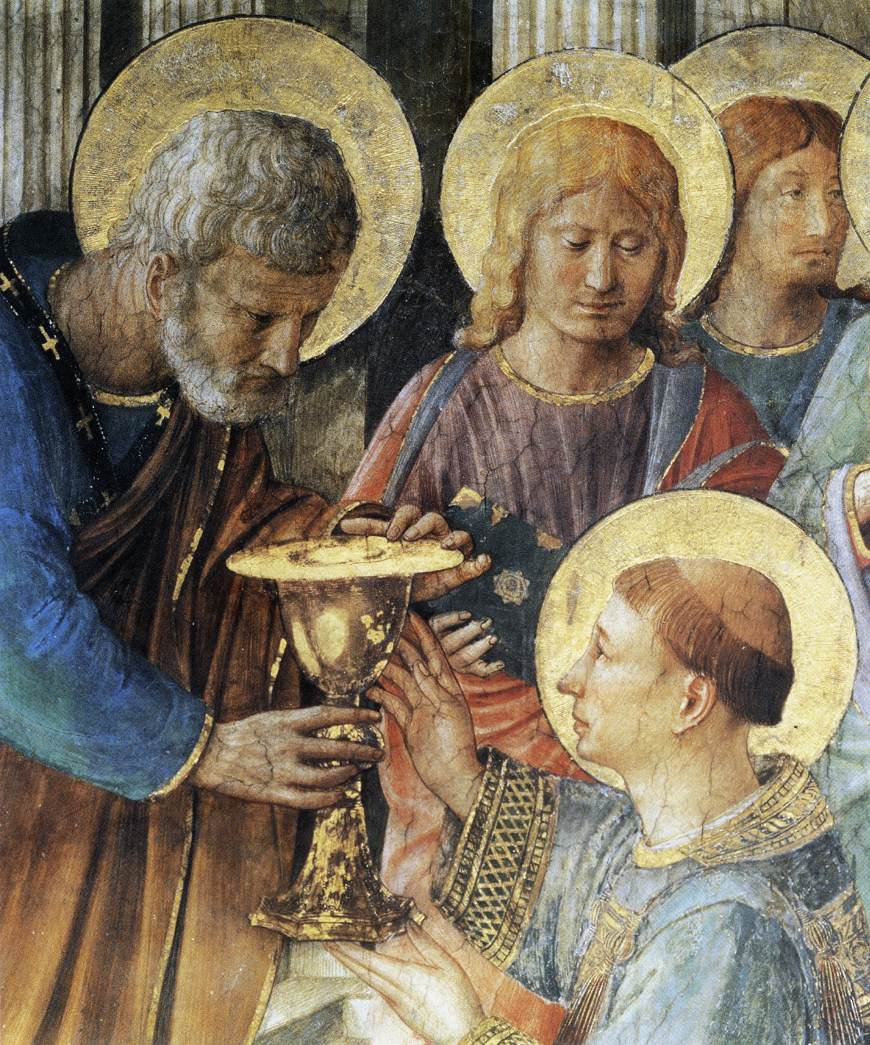
Dettaglio

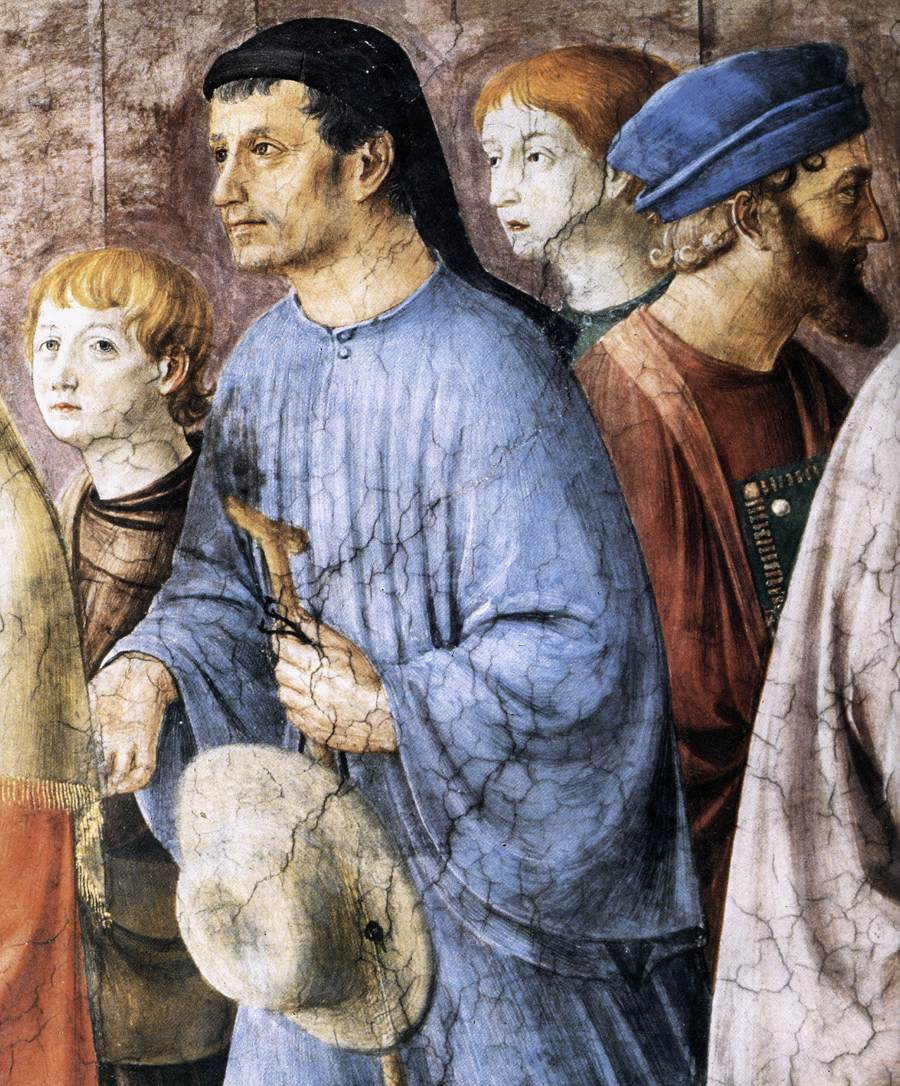
Dettaglio

Le lunette del registro superiore sono divise in due episodi tramite l'espediente di un muro di separazione verticale al centro, ma l'ambientazione generale è la medesima. In questa doppia scena ad esempio sia la piattaforma rialzata delle chiesa (a sinistra) e del suo sagrato (a destra), sia il cielo sono in comune. La lunetta ha una precisa corrispondenza con le scene delle Storie di san Lorenzo del registro inferiore, in particolare la Consacrazione di san Lorenzo come diacono, sotto questa lunetta, e San Lorenzo distribuisce le elemosine nella parete successiva.
La prima scena della Consacrazione di santo Stefano si svolge in una basilica scoperchiata, dalla nitida architettura che lega elementi paleocristiani (le colonne con architrave della navata centrale) con elementi gotici (il transetto con le volte a crociera), sapientemente illuminata da sinistra verso destra: evidente è il carattere romano dell'architettura, che dimostra l'avvenuta assimilazione delle caratteristiche locali da parte del pittore fiorentino. Il disegno delle lastre del pavimento indica gli assi della scena. Al centro della scena santo Stefano è inginocchiato mentre san Pietro, in piedi davanti all'altare con ciborio (un altro elemento tipico delle basiliche romane), gli sta consegnando la pisside e la patena durante la consacrazione come diacono. La figura curva di san Pietro e quella di santo Stefano sono isolate in primo piano, mentre dietro di loro otto apostoli assistono alla scena, con pose eleganti e sciolte che ricordano altre opere dell'Angelico come la Pala di Annalena. 
Il lato destro mostra invece la Distribuzione delle elemosine, ambientata sul sagrato della stessa chiesa, che vede santo Stefano mentre dà, attingendo a una bisaccia, alcune monete agli astanti, tra cui una donna e un bambino con la mano tesa. Tra i personaggi si vedono un frate che controlla la lista delle elemosine, un uomo che prega, un povero pellegrino che accorre (tipico è il bastone - detto bordone - e il cappello a falde larghe) ed altri personaggi (un artigiano, una donna con un paniere) che se ne vanno dopo aver ricevuto l'aiuto. Sullo sfondo si vede una via scorciata verso l'ipotetico punto di fuga centrale della lunetta, dove si affaccia un giardino murato e varie abitazioni, mentre in alto si levano suggestive torri e campanili. La scena in una via esterna ricorda l'importazione di alcune opere dell'Angelico immediatamente precedenti al viaggio a Roma, come la Sepoltura dei santi Cosma e Damiano, dalla predella della Pala di San Marco.

## Stile
Gli affreschi della Cappella Niccolina sono profondamente diversi da quelli del convento di San Marco a Firenze (1440-1445 circa), per via della ricchezza di dettagli, di citazioni colte, di motivi più vari, ispirati a principi di ricchezza, complessità compositiva e varietà. Come è stato acutamente fatto notare da studiosi come Pope-Hennessy, le differenze non sono però da imputare a uno sviluppo dello stile dell'autore, quanto piuttosto alla diversa destinazione della decorazione: in San Marco gli affreschi dovevano accompagnare ed aiutare la meditazione dei monaci, mentre in Vaticano essi dovevano celebrare la potenza e la vastità degli orizzonti intellettuali del papato nell'impresa di rinnovare i fasti dell'antica Roma dopo il disastroso abbandono della città durante la cattività avignonese. Lo stile della cappella Niccolina sembra dopotutto preannunciarsi nelle vivaci narrazioni della predella della Pala di San Marco (1440-1443 circa) o in altre opere anteriori, magari predelle o opere minori, dove l'artista aveva potuto dare un più libero sfogo al proprio estro creativo. 